# 全民開講 (香港)
《全民開講》原為香港無綫生活台一特備節目，於2007年5月17日首播。該集節目由陶傑主持，內容主要探討中大學生報情色版事件。
《全民開講》後來改為固定節目，由2007年5月31日開始逢星期四晚於無綫生活台首播。每集節目均由香港不同的資深傳媒人主持。後來多由邵家臻主持。
節目探討多個香港熱門民生話題，例如擬在地鐵範圍內說粗言穢語加重罰款事件及清拆皇后碼頭事件等的討論，並邀請嘉賓就每集設定的話題發表意見。有關本節目所有論題及所涉及的討論範圍，請參閱下列節目論題及簡介。

## 節目調動爭議
2008年7月24日，原定與香港警方濫權有關的一集被臨時抽起。獨立媒體引述編導解釋，不播出的原因「聲音錄得不好」，但電視台並一直沒有重拍的打算。獨立媒體稱，根據一名不具名「資深電視製作人員」的意見，可能是因為電視台受到政治壓力才抽起片段。
無綫外事部副總監曾醒明指出，未能如期播出是因為錄影帶有問題，節目監製更表明一定會播出該集。主持邵家臻表示，節目向來涉及敏感題材，播映以來，暫未有受到干預。該集亦已重錄，並於8月28日播出。

## 每集主題及論題簡介
| 集數                         | 主題                       | 內容 | 主持                          |
| ---------------------------- | -------------------------- | --- | ----------------------------- |
| 第一集（2007年5月17日）      | 中大學生報情色版風波       | | 傳媒人陶傑                    |
| 第二集（2007年5月31日）      |                            | 擬在地鐵範圍內說粗言穢語加重罰款及討論部份《地鐵附例》條文                                               | 傳媒人周融                    |
| 第三集（2007年6月7日）       | 皇后碼頭 遷拆風波          | 清拆皇后碼頭事件及對香港文物保護政策討論                                                                 | 傳媒人毛孟靜                  |
| 第四集（2007年6月14日）      | 驚魂360°                   | 2007年昂坪纜車墮下事故及對香港旅遊業的影響                                                               | 傳媒人毛孟靜                  |
| 第五集（2007年6月21日）      | 青少年濫藥危機             | 香港北區青少年濫藥問題                                                                                   | 傳媒人陶傑                    |
| 第六集（2007年6月28日）      | 跨境姻緣                   | 探討中港婚姻對香港社會的影響及探討男女對異性的取向問題                                                   | 勞永樂醫生                    |
| 第七集（2007年7月5日）       | 我要加人工                 | 探討公務員加薪問題及市場薪酬問題的影響                                                                   | 傳媒人邵家臻                  |
| 全民開講朱培慶               | 探討朱培慶外遇與港台的問題 | 傳媒人吳志森                                                                                             |                               |
| 第九集（2007年7月19日）      | 貧不是罪 富不是錯          | 探討綜援政策指引及貧富懸殊問題                                                                           | 傳媒人邵家臻                  |
| 第十集（2007年7月26日）      | 追擊香港書展               | 探討參觀香港書展人數突破76萬人次對香港文化的影響及港人文化的變異                                         | 傳媒人邵家臻                  |
| 第十一集（2007年8月2日）     | 副學士之謎                 | 討論現時的副學位課程等專上教育的供應及出路問題                                                           | 傳媒人邵家臻                  |
| 第十二集（2007年8月9日）     | 狗仔不談良知               | 探討狗仔隊的工作操守                                                                                     | 傳媒人邵家臻                  |
| 第十三集（2007年8月16日）    | 人人想資優                 | 討論香港教育對資優學童的利弊                                                                             | 傳媒人邵家臻                  |
| 第十四集（2007年8月23日）    | 中國製造                   | 討論有關中國製造的劣質貨品                                                                               | 傳媒人邵家臻                  |
| 第十五集（2007年8月30日）    | 紮鐵工潮                   | 討論紮鐵工人擺工事件                                                                                     | 傳媒人邵家臻                  |
| 第十六集（2007年9月6日）     | 主題公園兩週年             | 探討迪士尼對香港的影響                                                                                   | 傳媒人邵家臻                  |
| 第十七集（2007年9月13日）    | 補習潮                     | 討論時下補習趨勢對學生的影響                                                                             | 傳媒人邵家臻                  |
| 第十八集（2007年9月20日）    | 股市危與機                 | 討論有關香港股市對股民及社會衍生的問題                                                                   | 傳媒人邵家臻                  |
| 第十九集（2007年9月27日）    | 談色論戒                   | 請來電影色，戒之導演李安及女主角湯唯及一眾嘉賓討論電影色，戒                                             | 傳媒人陶傑                    |
| 第二十集（2007年10月4日）    | 外傭恩怨                   | 討論印尼女傭及顧主雙方就薪金及假期面對之問題                                                             | 傳媒人邵家臻                  |
| 第二十一集（2007年10月11日） | 西九是禍是福               | 討論西九的計劃對文化界及政府之影響                                                                       | 傳媒人邵家臻                  |
| 第二十二集（2007年10月18日） | 施政報告補充作業           | 討論有關特首曾蔭權連任後首份施政報告的政策                                                               | 傳媒人邵家臻                  |
| 第二十三集（2007年10月25日） | 我唔要加價                 | 討論近期本港通脹帶來之種種問題，包括九巴申請大幅加價9%。                                                 | 傳媒人邵家臻                  |
| 第二十四集（2007年11月1日）  | 不中不英之都               | 討論本港教育之不足之處，港式英語對學生的影響。                                                           | 傳媒人邵家臻                  |
| 第二十五集（2007年11月8日）  | 全民開講－天水圍的故事     | 節目一連兩集於天水圍進行，並請來多位立法會議員及天水圍居民一起討論天水圍近期發生的家庭悲劇並訂出改善方案 | 傳媒人邵家臻 理大副教授何國良 |
| 第二十六集（2007年11月15日） | 全民開講－天水圍的故事     | 節目一連兩集於天水圍進行，並請來多位立法會議員及天水圍居民一起討論天水圍近期發生的家庭悲劇並訂出改善方案 | 傳媒人邵家臻 理大副教授何國良 |
| 第二十七集（2007年11月22日） | 必瘦纖型變靚啲             | 討論近年整容及瘦身風氣盛行對社會的影響                                                                   | 傳媒人邵家臻                  |
| 第二十八集（2007年11月29日） | 給父母的性教育             | 探討青少年的性教育及濫交年輕化的問題                                                                     | 傳媒人邵家臻                  |
| 第二十九集（2007年12月6日）  | 2007打工仔不能說的秘密     | 討論香港顧員現在之工作狀況                                                                               | 傳媒人邵家臻                  |
| 第三十集（2007年12月13日）   | 數碼電視謎                 | 討論有關數碼廣播在香港實行的問題                                                                         | 傳媒人邵家臻 理大副教授何國良 |
| 第三十一集（2007年12月20日） | 由黃葵香說起               | 討論綜援受助者遇到的問題                                                                                 | 傳媒人邵家臻                  |
| 第三十二集（2007年12月27日） | 2007之最                   | 討論2007之最香港2007年內的問題                                                                           | 傳媒人邵家臻                  |
| 第三十三集（2008年1月3日）   | 中年危機：前無去路？       | 討論香港中年人失落的問題                                                                                 | 傳媒人邵家臻                  |
| 第三十四集（2008年1月10日）  | 飛越童真                   | 討論香港學生香港教育對兒童發展的問題                                                                     | 傳媒人邵家臻                  |
| 第三十五集（2008年1月17日）  | 驚魂2000                   | 討論品牌註冊香港法例對品牌保護的問題                                                                     | 傳媒人邵家臻                  |
| 第三十六集（2008年1月24日）  | 九歲的抗逆力               | 討論香港兒童的抗逆力                                                                                     | 傳媒人邵家臻                  |
| 第三十七集（2008年1月31日）  | 賭桌上的螞蟻               | 討論股市香港人的影響                                                                                     | 傳媒人邵家臻                  |
| 第三十八集（2008年2月7日）   | 娛樂圈恐怖襲擊             | 討論「疑似」藝人慾照事件對社會的影響                                                                     | 傳媒人邵家臻                  |
| 第三十九集（2008年2月14日）  | 壞事變好事                 | 討論怎麼辦可以將壞事變好事                                                                               | 傳媒人邵家臻                  |
| 第四十集（2008年2月21日）    | 沈殿霞                     | 討論一位藝人的離去能夠給我們什麼啟示                                                                     | 傳媒人邵家臻                  |
| 第四十一集（2008年2月28日）  | 口大食西方                 | 討論「食」對環境和人類的影響                                                                             | 傳媒人邵家臻                  |
| 第四十六集（2008年4月3日）   | 時代講場                   | | 傳媒人邵家臻                  |
| 第四十七集（2008年4月10日）  | 生活迫人                   | | 傳媒人邵家臻                  |
| 第四十八集（2008年4月17日）  | 傳聞聖火                   | | 傳媒人邵家臻                  |
| 第五十集（2008年5月1日）     | 見鬼勿O嘴 潛水怕屈機       | | 傳媒人邵家臻                  |
| 第六十九集（2008年9月11日）  | 評立法會選舉               | 與吳志森，龍緯汶，何國良，健吾，周彥瓏評立法會選舉                                                       | 傳媒人邵家臻                  |

## 全民開講齊抗疫
相隔12年後，因應COVID-19疫情，特別版《全民開講齊抗疫》於2020年2月16日（星期日）21:00-22:55於翡翠台播出。
| 集數                    | 主題     | 內容 | 主持                      |
| ----------------------- | -------- | --- | ------------------------- |
| 特別版（2020年2月16日） | 香港疫情 | 詳析新冠肺炎病毒的傳播途徑、了解口罩及消毒用品供求情況、了解醫護人員面臨保護裝備緊張的實情、追蹤港人滯留湖北的情形、關注港人於疫情下的情緒健康 | 陳貝兒、森美、Patrick Sir |

## 外部連結
- 無綫生活台（页面存档备份，存于）